# Agnolo Gaddi

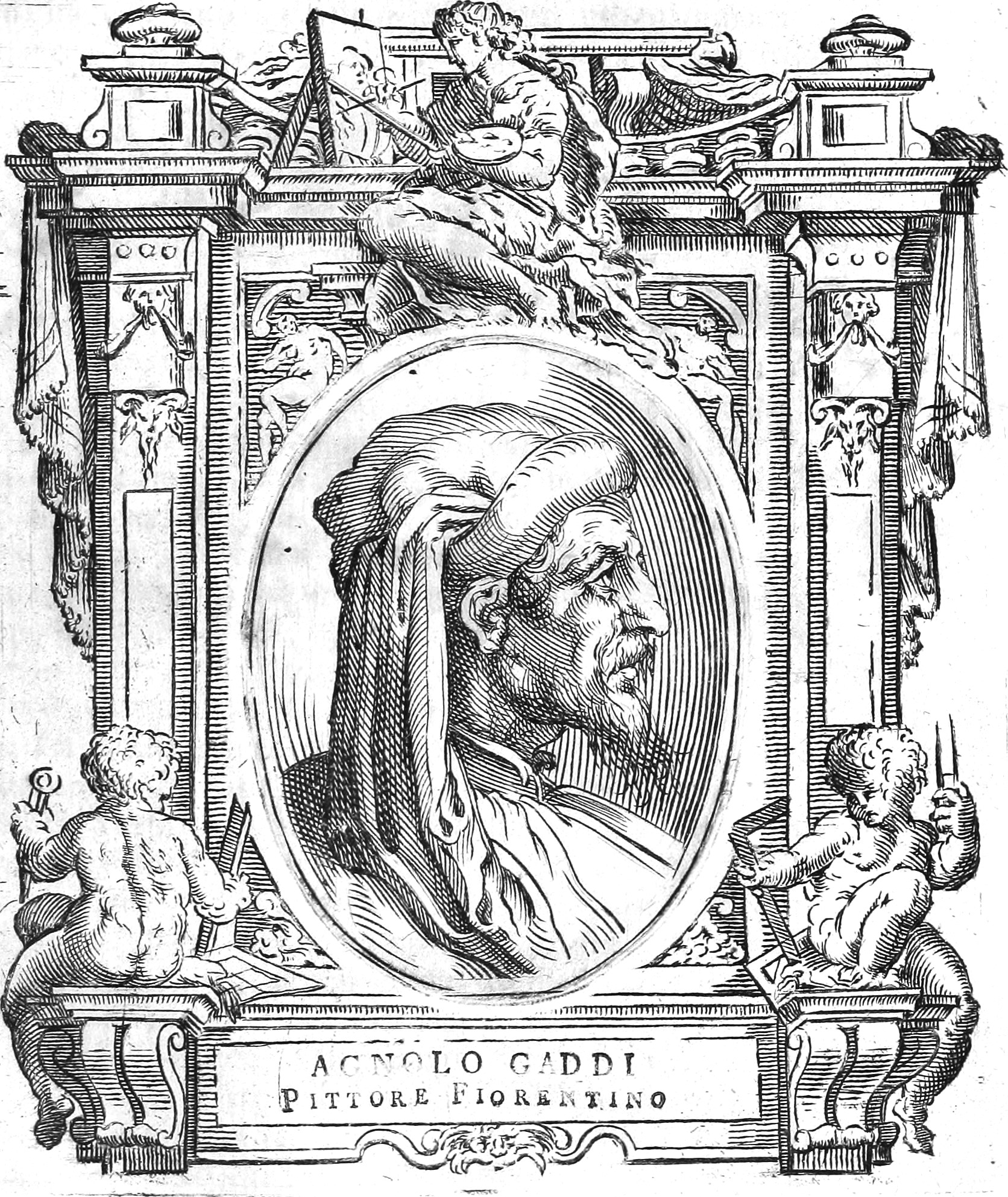
Agnolo Gaddi op een illustratie in Le Vite van Giorgio Vasari

Agnolo Gaddi (Florence, ca. 1350 – aldaar, 1396) was een Italiaans kunstschilder. Hij was een van de vijf zonen van de schilder Taddeo Gaddi. Zijn broers Giovanni en Nicollo waren eveneens schilder, de derde broer Zanobi was geen kunstenaar maar bouwde een belangrijke carrière uit in de handel. Over de vierde van zijn broers, Francesco, is weinig geweten.

## Biografische elementen
Zijn geboorte is te situeren omstreeks 1350 aangezien hij in 1381 kandidaat was voor een officiële functie in de stadsadministratie, waarvoor men minstens dertig moest zijn. Ook de datum waarop hij lid werd van de Arte dei Medici e Speziali  is tot op vandaag onbekend, maar hij moet wel een belangrijk lid geweest zijn want in 1382 werd hij verkiesbaar gesteld voor een leidinggevende functie. In 1387 schreef hij zich in bij de Compagnia di San Luca.
Agnolo Gaddi wordt beschouwd als de laatste belangrijke Florentijnse kunstenaar die, via zijn vader, sterk werd beïnvloed door het werk van Giotto. Zijn vader was zelf een leerling en de belangrijkste medewerker van Giotto geweest. Zijn tijdgenoten beschouwden hem dan ook als de erfgenaam van deze grote meester. Maar hij vernieuwde de stijl van Giotto door meer geanimeerde en gevarieerde composities en vormen. Hij gaf zijn figuren meer impressie en hanteerde een origineel palet. Zijn stijl legde da basis voor de laatgotische vernieuwing van de Florentijnse schilderkunst die door zijn leerlingen werd doorgevoerd.
Een van zijn leerlingen was Cennino Cennini de auteur van Il Libro dell’Arte, een handboek voor de leerling schilder dat een onschatbare bron van informatie is voor onze kennis van de technieken van de schilderkunst in de late middeleeuwen. Daarnaast kregen ook Gherardo Starnina en Lorenzo Monaco hun opleiding bij deze meester.
Giorgio Vasari wijdde een redelijk uitgebreide beschrijving aan hem in zijn Vite.

## Werken

### Rome
In 1369 was hij werkzaam in Rome als medewerker van zijn broer Giovanni bij de uitvoering van fresco's voor paus Urbanus V in het Vaticaan.. Omstreeks 1376 was hij terug in Florence.

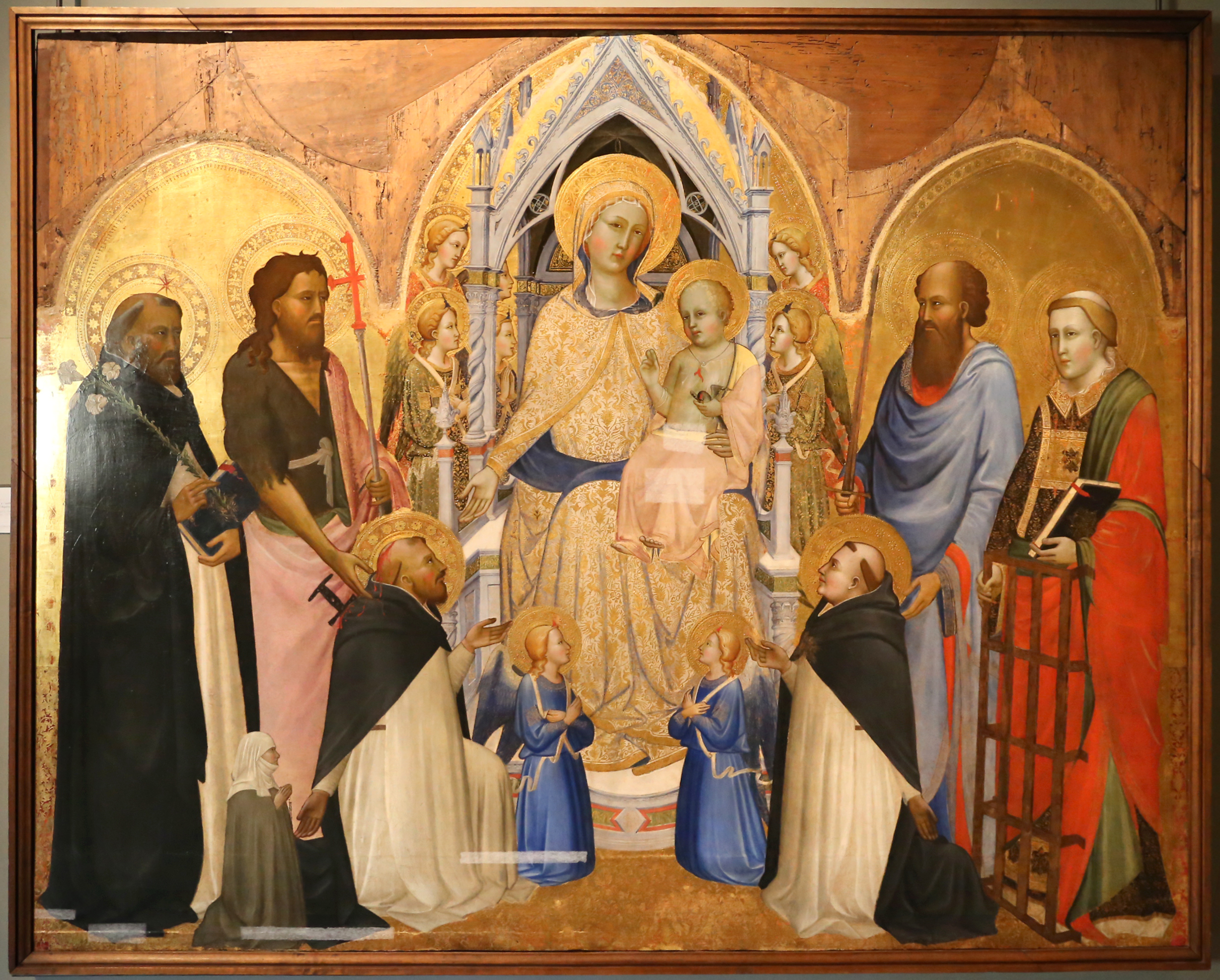
Getroonde Madonna met engelen en heiligen, ca. 1375, Galeria nazionale di Parma

### Florence
Omstreeks 1375 schilderde hij een getroonde Madonna met Kind tussen engelen en heiligen voor de kerk van de Santa Maria Novella in Florence. De getroonde Maagd wordt omgeven door engelen naast de troon, maar er staan er ook twee aan haar voeten voor de troon. Links van de Maagd zien we de heilige Dominicus, Johannes de Doper en Petrus van Verona. Aan de rechterzijde staan de heilige Laurentius, de apostel Paulus en Thomas van Aquino. Het werk wordt nu bewaard in de Galeria nazionale di Parma.

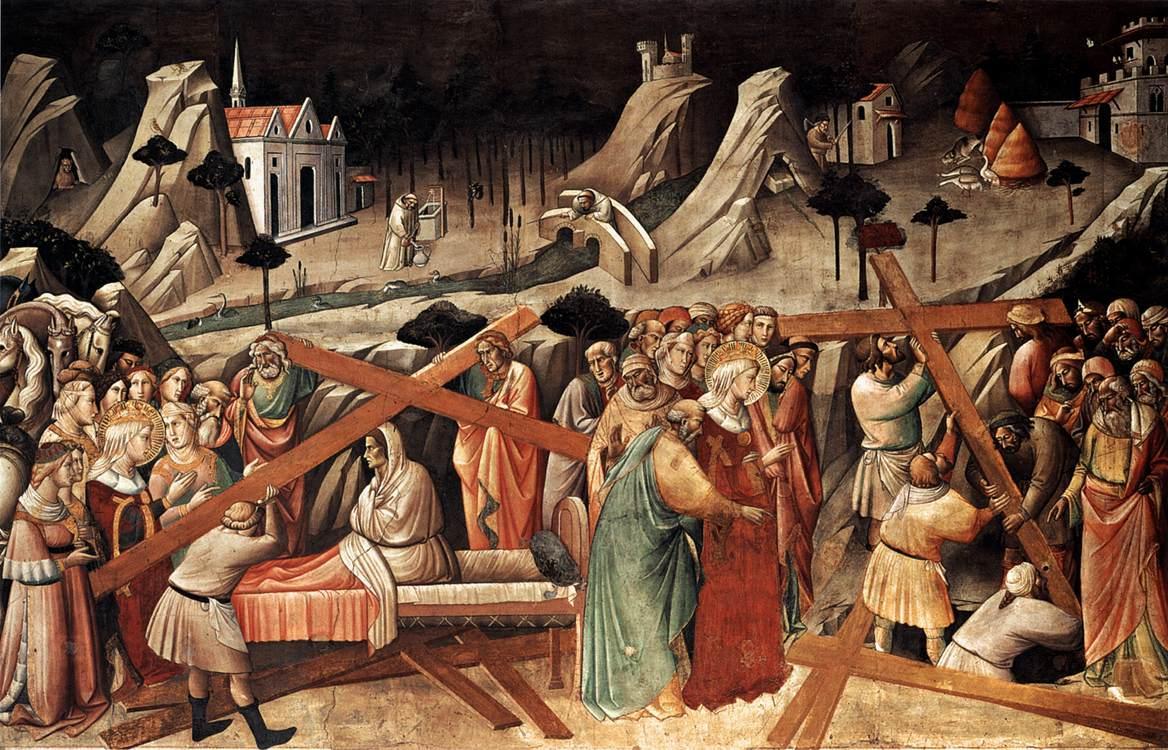
Ontdekking van het Ware Kruis, onderdeel van de frescocyclus in de Santa Croce, Florence

In de jaren 1380 ontstonden zijn belangrijkste werken, waaronder een serie fresco's gewijd aan de legende van het Ware Kruis, in het koor van de Basilica di Sante Croce in Florence. De fresco’ vertellen de legende van het ware kruis van Christus gebaseerd op het verhaal in de Legenda aurea van Jacobus de Voragine. De stijl van de fresco’s is gebaseerd op de stijl van de werken van Taddeo Gaddi in de Baroncelli kapel. De figuren zijn, getrouw aan de gotische stijl, iets verlengd en eleganter dan die van Taddeo.
Ook in de Santa Croce schilderde hij tussen 1383 en 1385 een serie fresco’s in de capella Castellani met verhalen over Antonius van Egypte, Johannes de Doper, de evangelist Johannes en de heilige Nicolaas. Sommige kunstexperts schrijven deze frescocyclus dan weer toe aan Gherardo Starnina, een assistent van Agnolo.

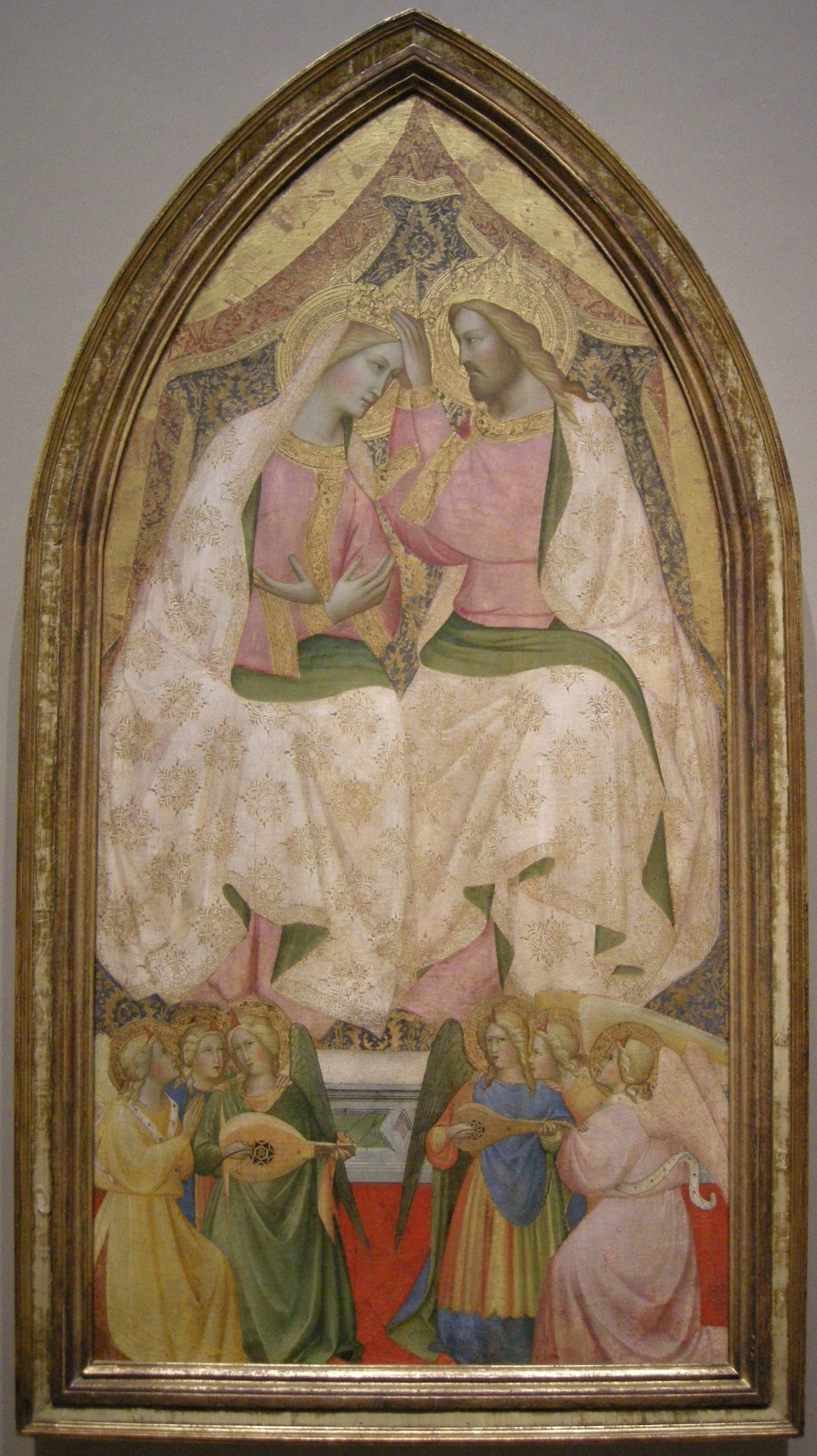
Kroning van de Heilige Maagd, National Gallery in Londen.

Tussen 1380 en 1385 schilderde hij de Kroning van de Heilige Maagd, een werk dat vandaag bewaard wordt in de National Gallery in Londen. Deze Kroning is het middendeel van een altaarstuk. Twee panelen met de afbeeldingen van de HH. Petrus van Verona, Jacobus, Bartholomeus en Antonius van Egypte, worden verondersteld afkomstig te zijn van de rechterkant van het originele retabel, de rest van het werk is verloren gegaan. Deze zijpanelen worden bewaard in het Museo Nazionale di San Matteo in Pisa. De compositie van deze Kroning van Maria is nagenoeg identiek aan het gelijknamige werk van Giotto in de Baroncelli kapel van de Santa Croce in Florence. Het werk zou origineel behoord hebben tot een altaarstuk in de San Giovanni de’ Fieri in Pisa, maar deze hypothese is onbevestigd.
Omstreeks 1390 schilderde hij ook nog een Madonna van Nederigheid die nu bewaard wordt in het Cummer Museum of Art and Gardens in Jacksonville (Florida) en in 1390-1396 schilderde hij een kruisiging die nu bewaard wordt in het Uffizi. Daarenboven zijn er nog talrijke werken die we terugvinden in bewaarde contracten, maar waarvan het werk zelf verloren ging. Voorbeelden daarvan zijn de versiering van de refter van het klooster van Santo Domenico del Maglio waarvoor hij betaald werd in 1376 en waarvan slechts enkele fragmenten bewaard zijn en een annunciatie die hij maakte in opdracht van Giovanni Buccheri voor het hospitaal van Bigallo waarvoor hij in 1380 betaald werd.

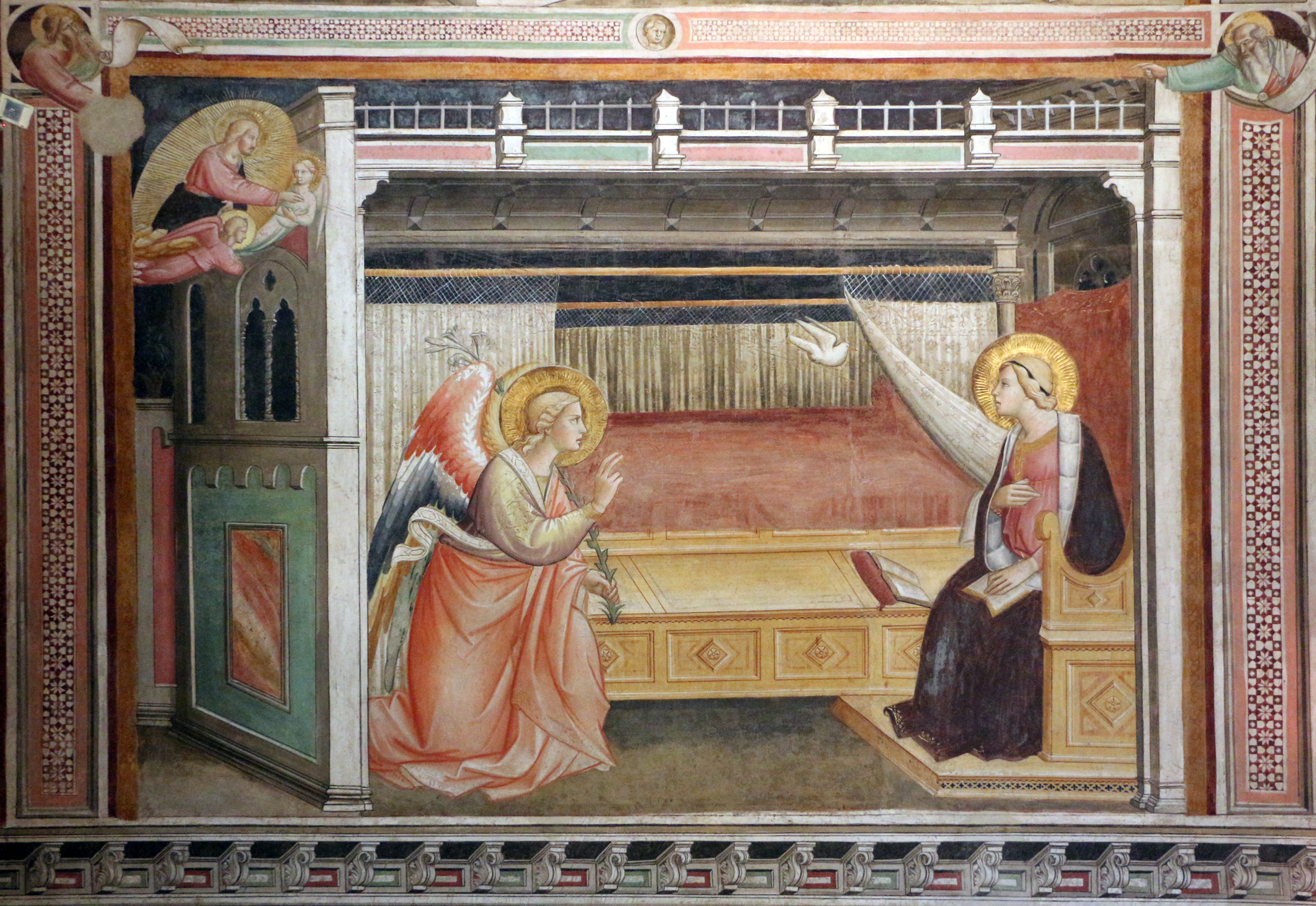
Annunciatie, deel van de frescocyclus in de Capella della Cintola in de dom van Prato

### Prato
In 1391 vestigde Agnolo Gaddi zich in Prato voor de versiering van het palazzo van Francesco di Marco Datini, samen met Bartolomeo di Bertozzo en Nicolò di Pietro Gerini. Tussen 1392 en 1395 schilderde hij een serie fresco’s in de Capella della Cintola in de dom van Prato, met de geschiedenis van de Heilige Maagd en haar “heilige gordel” die in die kapel als belangrijke relikwie bewaard werd.
Terwijl hij in Prato werkte stuurde de stad Florence een ambtenaar naar daar met de opdracht Agnolo gevangen te nemen en naar Florence af te voeren. Dankzij zijn vrienden kon hij zich verborgen houden en de ambtenaar moest onverrichter zake terug naar Florence. Kort daarop werd de vervolging opgeheven , waarschijnlijk omdat hij ondertussen zijn schulden had vereffend met de opbrengst van de werken in de dom van Prato. Alleszins, in 1394 was hij terug in Florence waar hij nog opdrachten kreeg voor de kerk van San Miniato al Monte en voor de Kathedraal van Florence, de Santa Maria dei Fiore di Firenze.

### Andere werkzaamheden
Naast de schilderijen maakte Agnolo verschillende ontwerptekeningen voor beeldhouwers. Hij begon hiermee in 1383-134 met tekeningen voor de beelden van de Loggia dei Lanzi en die samenwerking bleef gedurende zijn ganse carrière bestaan. Hij kreeg trouwens ook opdrachten voor het beschilderen van beeldhouwwerken zoals in 1391 toen hij een beeld van Johannes de Doper en van Johannes de evangelist beschilderde voor de dom van Florence. Agnolo tekende ook ontwerpen voor glasramen die werden uitgevoerd door Leonardo di Simone voor de Orsanmichele in Florence.